# Rheinheim (Küssaberg)
Rheinheim ist ein Ortsteil der baden-württembergischen Gemeinde Küssaberg im Klettgau im Landkreis Waldshut. Im Ort befinden sich Rathaus und Verwaltungszentrum der Gemeinde. Der Ortsteil hatte 2022 1467 Einwohner.

## Rheinheim Ort

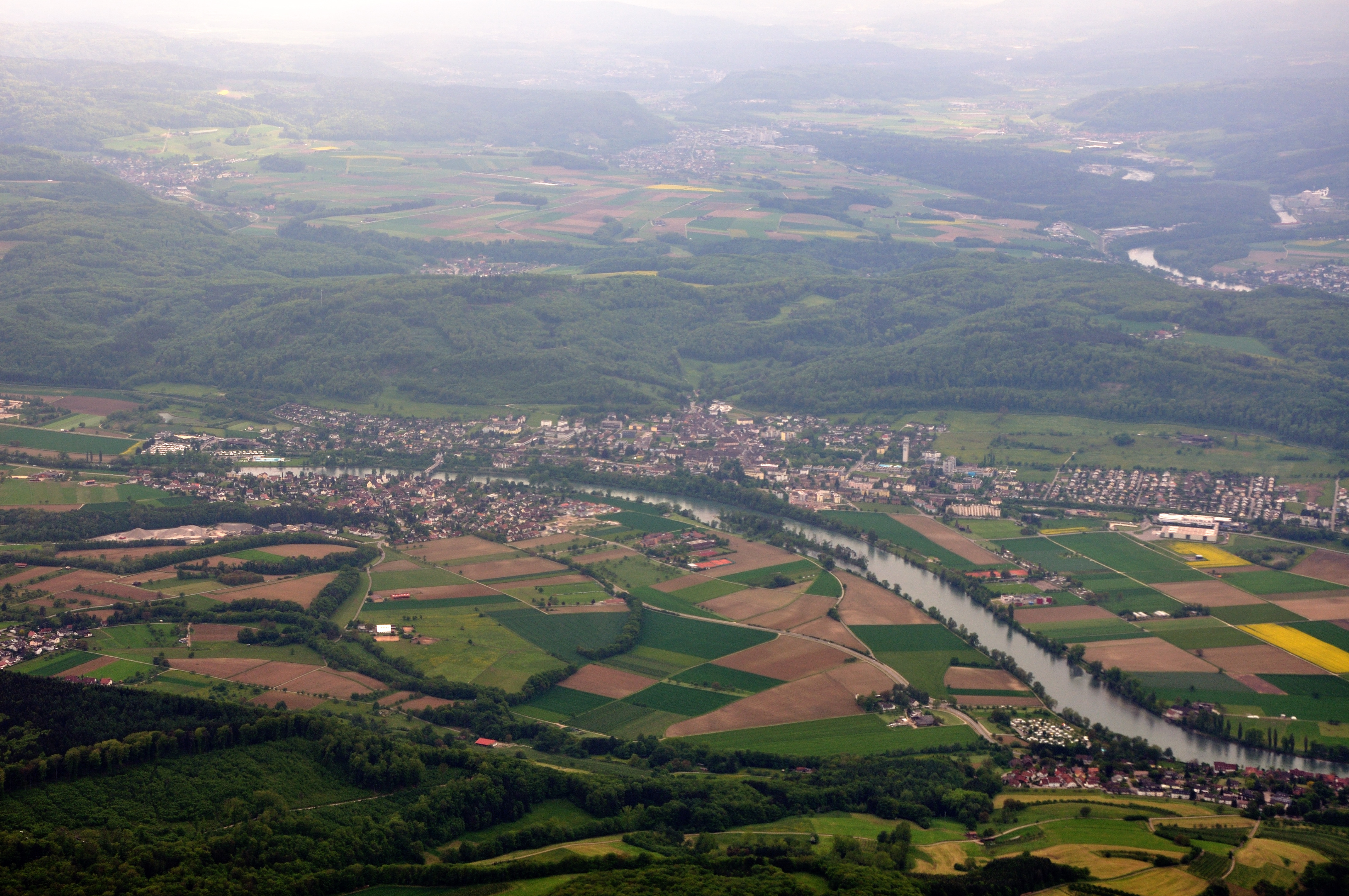
Flussebene, nördlich Bad Zurzach, südlich Rheinheim

Rheinheim am nördlichen Ufer des Hochrhein liegt in einer halbkreisförmigen Ebene, die durch das bogenförmige Zurücktreten des ufernahen Ausläufers einer Hügelkette des Randen gebildet wird. Diese Niederung beginnt östlich bei Reckingen und endet westlich bei Ettikon. Das Gebiet wird heute von der Gemeinde Küssaberg eingenommen und bot in der Historie ausreichend Raum, um einen Flussübergang nach Süden in die heutige Nordschweiz auszubilden und zu besiedeln. Auf der Gegenseite liegt in einer ähnlich ausgebildeten Rheinuferebene Bad Zurzach.
Die geografischen Gegebenheiten waren so günstig, dass die Römer nach einem vorbereitenden Flussübergang bereits im 1. Jahrhundert n. Chr. hier eine feste Brücke bauten und eine Heeresstraße aus dem Voralpenland nach Germanien führten.

### Lage und Bedeutung

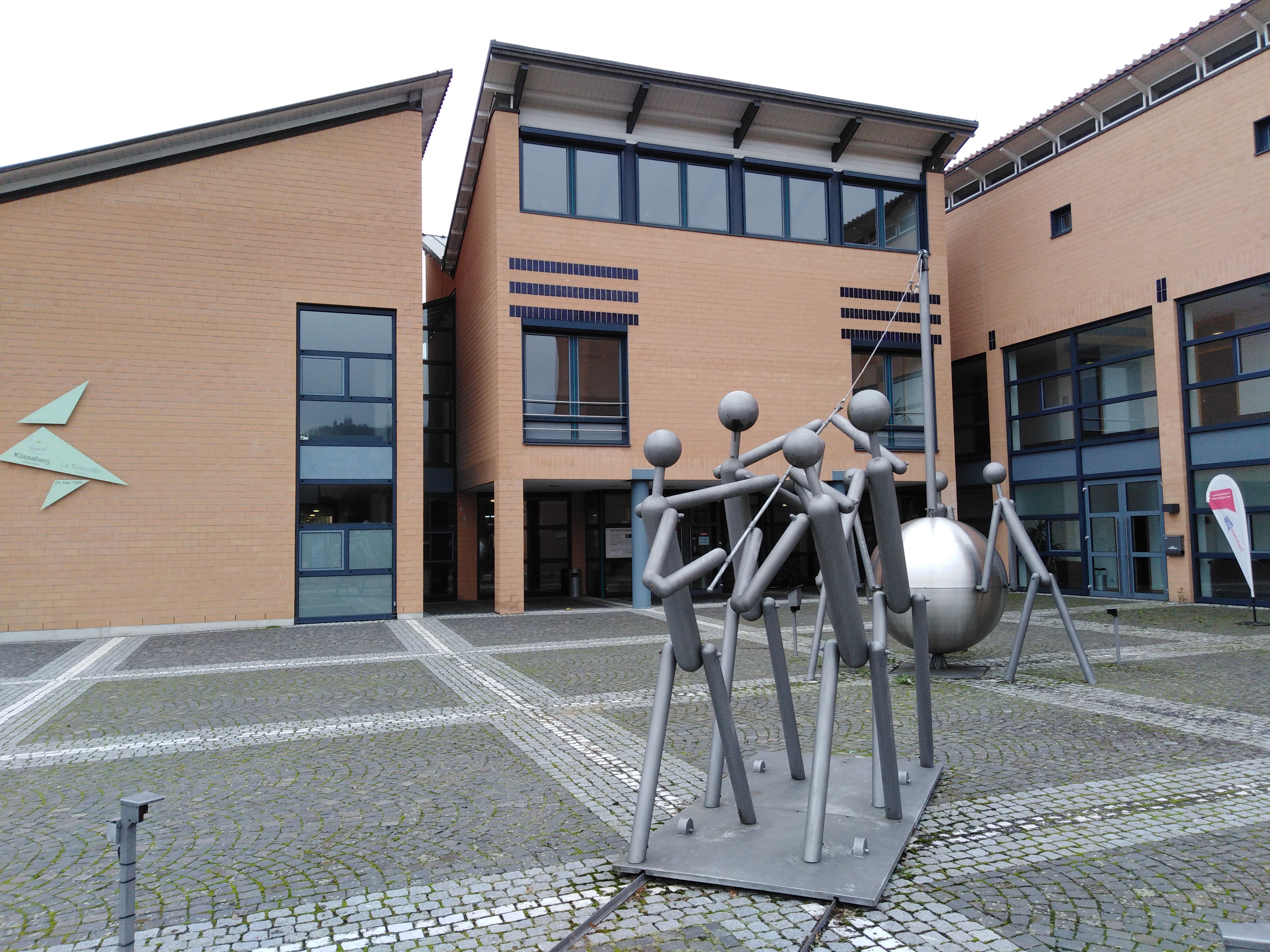
Rathaus und Verwaltungszentrum Küssabergs bei Rheinheim

Weitere Orte in der Gemeinde Küssaberg sind neben Reckingen noch Dangstetten, Küßnach und Bechtersbohl sowie Kadelburg, das in frühen Zeiten schon Gewerbezentrum war und es auch heute ist. Hier schließt auch das Gewerbegebiet Küssabergs mit dem Großbetrieb Hago an. Zu Rheinheim/Dangstetten zählt das Kieswerk Tröndle. Rheinheim war über 900 Jahre lang Verwaltungszentrum des Klosters Rheinau und ist heute Sitz der Gemeindeverwaltung Küssaberg mit Schulzentrum (Grundschule sowie Gemeinschaftsschule, diese zusammen mit Hohentengen). Dazu kommt in Rheinheim der Kindergarten „Regenbogen“.

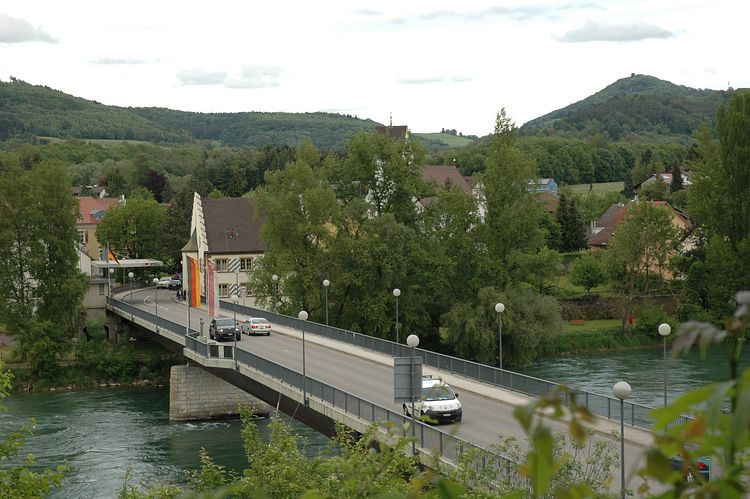
Einfahrt zum Ortszentrum, rechts oben die Küssaburg

Das alte Ortszentrum direkt an der Rheinbrücke Zurzach–Rheinheim, das vermutlich im 6. Jahrhundert als Stützpunkt des Frankenreichs auf den Trümmern des vorhergegangenen römischen Brückenkopfs errichtet wurde, war im 16. Jahrhundert wieder neu ausgebaut worden. Durchquert von der stark befahrenen Landesstraße 162 als Abzweig von der L 161 am Rheinheimer Kreisel in die Schweiz, finden sich westlich entlang des Flussufers ruhig gelegene Sport- und Freizeiteinrichtungen.

### Dorfleben
Beim Gemeindezentrums wurde auch die Zentrale der Freiwilligen Feuerwehr Küssaberg zusammen mit dem DRK-Ortsverband und der DLRG-Ortsgruppe Reckingen eingerichtet.
Im Zentrum befindet sich ein Lebensmittelgeschäft und außerhalb ein Discounter. Neben einer ortstypischen Kneipe, einem Café und einem Bistro am Rheinheimer Kreisel sowie zwei asiatischen Restaurants gibt es den Traditionsgasthof „Der Engel“ mit einem Biergarten. Gegenüber, in der ehemaligen Zehntscheuer, hat die Gemeindebücherei ihr Domizil.
Vielerlei Bürgeraktivitäten und -veranstaltungen der ganzen Gemeinde finden in der Freizeiteinrichtung „Im Bädle“ statt. Inzwischen gibt es auch Initiativgruppen, die in Sachen Klimawandel und Ressourcenschonung agieren, doch die sich ebenso wie eine Reihe von Vereinen mit Sitz und Anlagen in Rheinheim auf den Bereich Küssaberg beziehen. Darunter der Sportverein SV Rheintal mit Fußballfeldern in Ortsnähe.
Originär Rheinheimer Vereine sind der Musik- und Turnverein sowie der 1971 gegründete und 2007 wiederbelebte Narrenverein „Rebesäck“.

### Kirchengemeinde
Die St. Christophorus-Seelsorgeeinheit umfasst Küssaberg und Hohentengen. Gedenktag des Heiligen ist der 24. Juli. Das Küssaberger Pfarrbüro befindet sich in Rheinheim. Ebenso im Ort das Gemeindezentrum „Brücke“ im alten Rheinauer Amtshaus.
Kirche
Die Pfarrkirche in Rheinheim ist seit 1682 dem hl. Michael geweiht (29.9.): „‚Schon der Name des Patrons‘, sagt Kraus, (Kunstdenkmäler Badens), dürfte darauf hinweisen, daß an dieser Stelle eine römische Kultstätte (des Merkur) sich befand.‘ […] Ihr Hochaltar kann als Muster von gutem Barock gelten.‘ Ein Kunstwerk ist die Kanzel. Sie stammt aus der Rheinauer Klosterkirche. Sie hat reichen Figurenschmuck und zeigt von schwebenden Engeln gehalten das Rheinauer Wappen. Auch das Geläute der Kirche ist sehr alt; es stammt aus dem Jahre 1476.“
Eine evangelische Kirche befindet sich in Kadelburg als Zentrum der Evangelischen Gemeinde Küssabergs.

## Geschichte

### Alte Geschichte
Die Geschichte von Rheinheim beginnt mit dem ersten Zugriff der Römer bereits kurz vor der Jahrtausendwende 15 v. Chr. auf den heute süddeutschen Raum mit einer Flussüberquerung zwischen Zurzach und dem heutigen Kernort. Durch den römischen Historiker Strabon ist lediglich überliefert, dass die Spitzen zweier Armeen nach der Besetzung der Alpenregion durch eine Zangenoperation sich an den „Donauquellen“ vereinigten. Archäologisch nachgewiesen ist die Belegung mit einem großen Militärlager auf der Gemarkung von Dangstetten, dem Römerlager Dangstetten. (Ausgrabung ab 1967). Eine offensive Fortsetzung des Unternehmens nach Germanien wurde vorerst durch die römische Niederlage in der Schlacht im Teutoburger Wald verzögert, doch entscheidend war der Ausbau des alten (keltischen?) Handelsweges über den Pass von Bechtersbohl zur Wutachlinie und bald darauf (um 40 n. Chr.) in die Baar zur Donau (Kastell Hüfingen).
In den 400 Jahren bis zum Rückzug der Römer während der Völkerwanderung unter dem Druck der Alamannen kam es zu verschiedenen Brückenbauten zwischen Zurzach und Rheinheim mit entsprechenden ‚logistischen‘ Einrichtungen, die vorwiegend durch archäologische Befunde und Übermittlungen der Heimatforschung seit dem 19. Jahrhundert bekannt sind.

### Frühgeschichte
Gewann „Neuwiesen: Auf der Niederterrasse nördlich des Ortes liegt ein stark verflachter Grabhügel am Ende einer seichten, flachbodigen Rinne etwa 70 m einwärts der Terrassenkante. Er ist aus kiesigem Material aufgeschüttet, stark überackert und deshalb wohl in N-S-Richtung verzogen. Sein Dm. beträgt 22,5 x 18 m, in der Höhe mißt er noch ca. 0,40 m. Die Hügelmitte wurde offenbar gekesselt, wie eine deutliche Einsattelung vermuten läßt. Näheres ist darüber nicht bekannt. [Das Gewann ließ sich gegenwärtig nicht feststellen] Lit.: Bad. Fundber. 17, 1941–1947, 361.“

### Römer (Brückenbau)

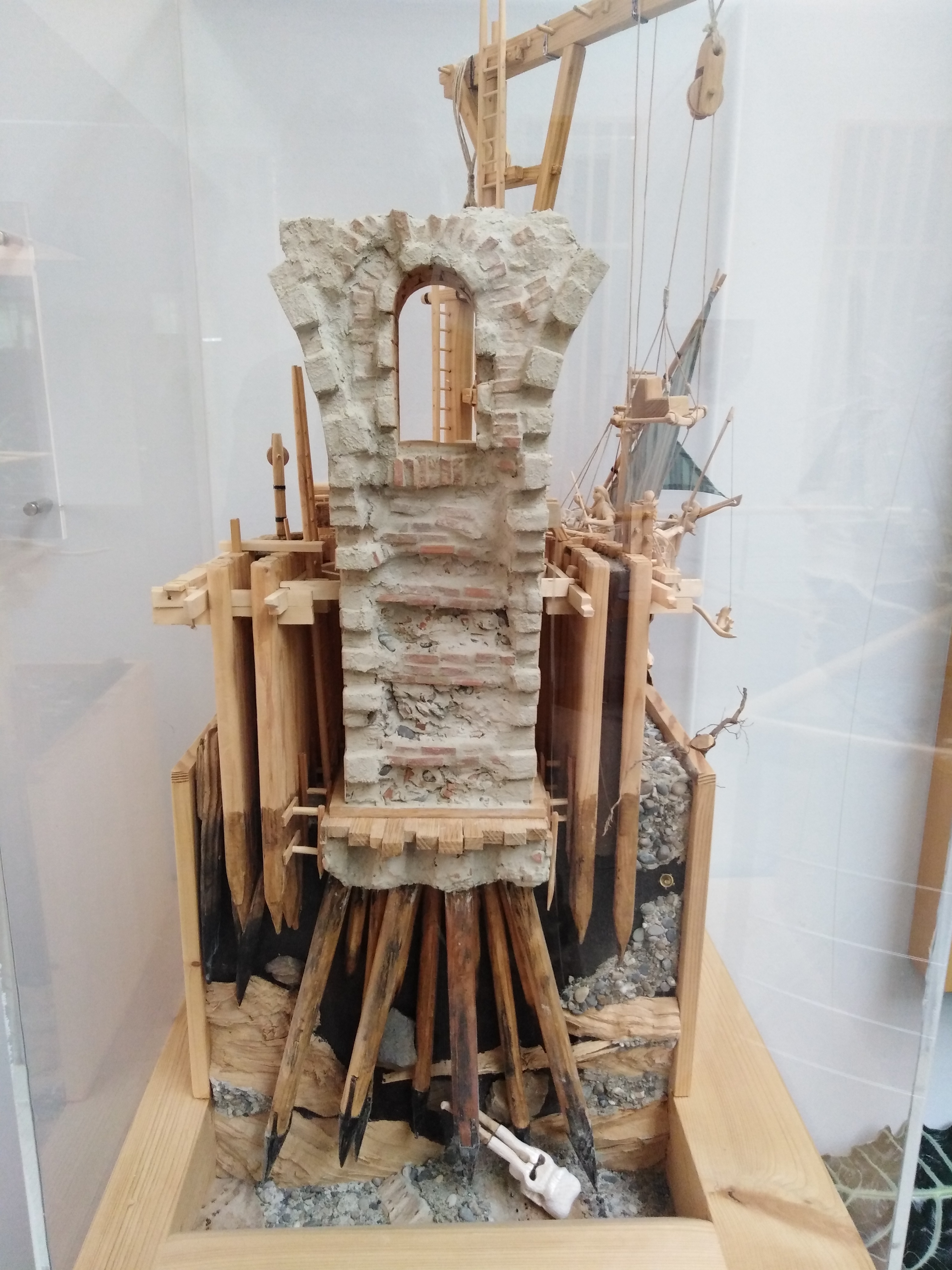
Pfeilermodell der Römerbrücke im Rathaus Rheinheim (W. Pabst)

„Zwischen Rheinheim und Zurzach war einst der wichtigste Rheinübergang der römischen Reichsstraße. Auf Schweizer Seite sind zwei römische Kastelle nachgewiesen. Rheinheim steht auf dem Brückenkopf. Dem Übergang über den Strom dienten hier einstmals 3 Brücken, die heute [1926] einwandfrei nachgewiesen sind. Die östliche befand sich ungefähr in der Mitte zwischen Rheinheim und Reckingen beim Mühlacker. Die zweite begann schweizerseits beim Schlösschen Mandach und führte diesseits auf die Stelle östlich vom Pfarrhaus Rheinheim. Das soll sogar eine Doppelbrücke gewesen sein; eine aus Holz und eine aus Stein. Die dritte befand sich ungefähr 100 m weiter stromabwärts.“

„Johann Acklin, 1655–1690 Stiftsamtmann, beschreibt drei Brücken über den Rhein, die ‚vor altem gestanden, die einte oben gegen Reckhingen beim Wartbaum genannt, grad gegen der Schiffmühlin vorüber, alwo noch bei mansgedenckhen alt Mauerwerck gesehen worden, die andere bey dem Schloß Mandach, drite nitsich bey dem Trencki Orth genannt‘ und dass ‚bey kleinem Wasser von allen dreyen Bruggen die Pfeiler in gueter Ordnung‘ zu sehen seien. Er schildert auch, ‚wie man dergleichen Pfeiler und eisene Scuoch damit ausgezogen‘ habe.“

Zur ersten Brücke siehe auch die Angabe unter Reckingen, die ‚drite Brugg‘ war die historisch erste, die noch während oder nach der Einrichtung des Römerlagers 15 v. Chr. westlich der späteren gebaut wurde und die Insel gegenüber dem heutigen Gemeindezentrum Küssaberg als ‚Zwischenstation‘ nutzte. Der neu angelegte Asphaltweg östlich entlang des Gemeindezentrums (Feuerwehrzentrale) nimmt die Trasse des Erstverlaufs der Römerstraße. Auf Zurzacher Seite kamen bei Ausgrabungen 1982–1987 „im Gebiet ‚Himmelrych‘ / ‚Auf Rainen‘ Reste militärischer Anlagen aus der 1. Hälfte des 1. Jahrhunderts n. Chr. zum Vorschein. […] Ausserhalb des Kastellbereichs lagen verschiedene Werkstätten und ein Badgebäude.“ Auf dieser ersten Kastellfläche befindet sich heute das Schloss Zurzach („Villa Himmelrych“).
Bereits diese Feststellungen machen klar, dass nach der Aufgabe des Römerlagers Dangstetten 9 v. Chr. die Truppen nicht wieder aus dem Gebiet abgezogen wurden – zweifellos jedoch die dort eingerückte 19. Legion –, denn sie ging in der Schlacht im Teutoburger Wald 9. n. Chr. unter. Nach der Jahrtausendwende blieben Truppen zumindest rückwärts auf der Zurzacher Rheinseite stationiert.
Zum Historischen Horizont der Römerzeit der Region siehe: Iuliomagus

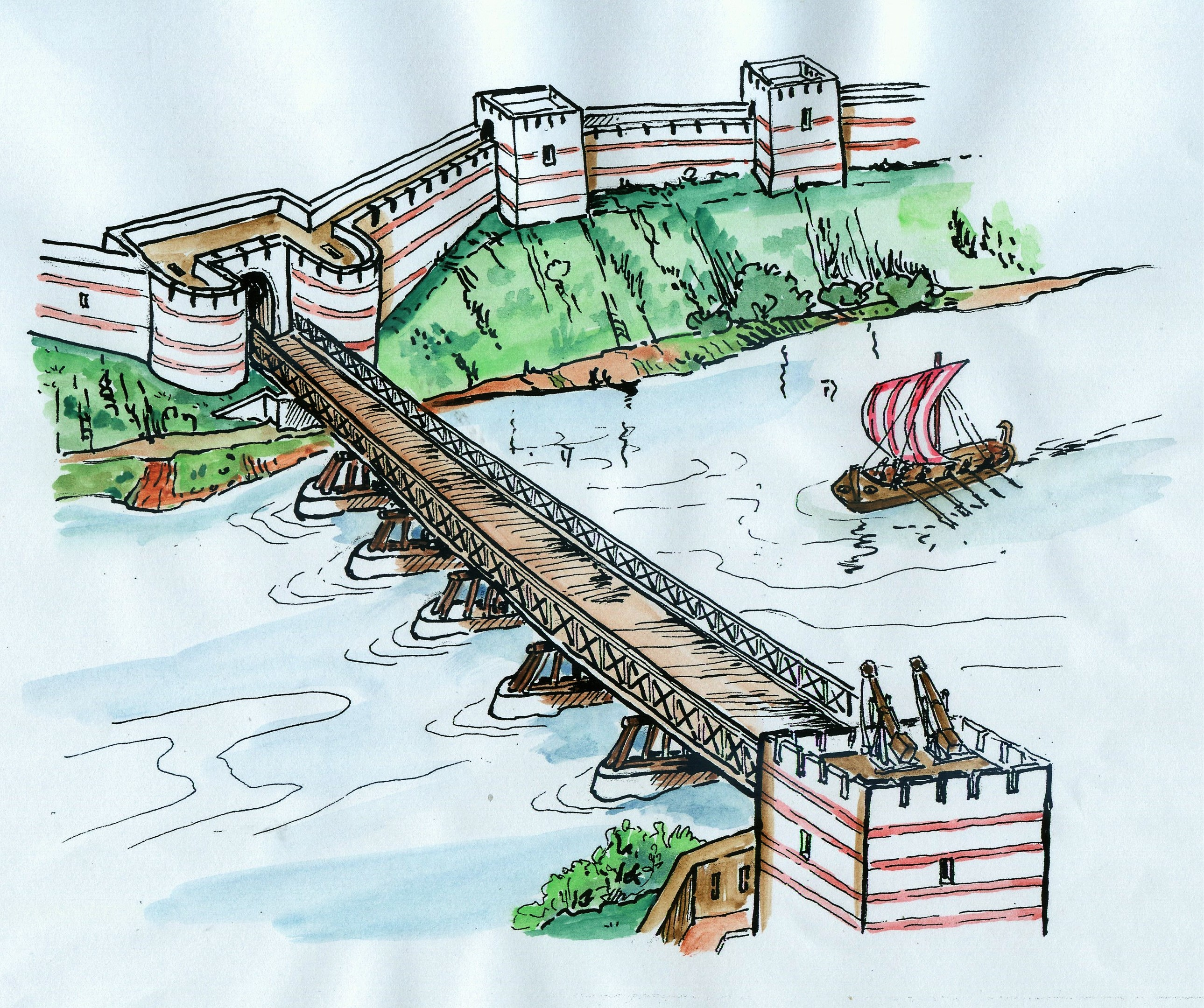
Hölzerne Römerbrücke im 1. Jh. Das massive Kastell in Zurzach eher aus dem 4. Jh. (Zeichnung W. Pabst)

Überliefert sind zudem eng nebeneinander unmittelbar flussaufwärts neben der modernen Brücke zwei weitere Bauten: „1985 konnten mehrere Pfähle aus dem Flussbett herausgezogen und dendrochronologisch (Jahresring-Messmethode) untersucht werden. Dabei stellte sich heraus, dass […] das Holz für die Pfähle der oberen (Brücke) in den Jahren 368 und 376 geschlagen wurde. In diese Zeit fällt der unter [Kaiser] Valentinian I. verstärkte Ausbau der Grenzbefestigung. 368 erfolgte der Bau der Brücke, 376 musste der zweite Pfeiler erneuert werden.“ Pfähle mit Eisenschuhen der Pfeilergründung befinden sich im Museum Küssaberg und im Museum Höfli in Bad Zurzach. Im Zeitraum der Brückenerneuerung wurde auch das Zurzacher Doppelkastell auf dem heutigen „Kirchlibuck“ massiv ausgebaut.

### Brückenbau im Mittelalter
1985 wurde auch festgestellt, dass sich noch näher an der heutigen Brücke eine weitere befand und diese „untere Brücke aus dem 13. Jahrhundert stammt.“ Mitte des 13. Jahrhunderts, um 1250, liegt der Übergang der Herrschaft vom letzten Küssenberger Grafen an das Bistum Konstanz. Es ist wahrscheinlich, dass damals unter diesem mächtigen Bistum die mittelalterliche Brücke neu erbaut wurde. Daraus lässt sich auch schließen, dass die römische Steinbrücke entweder zerstört wurde oder im Lauf der Jahrhunderte auch infolge der zahlreichen Hochwasser zerfallen war.

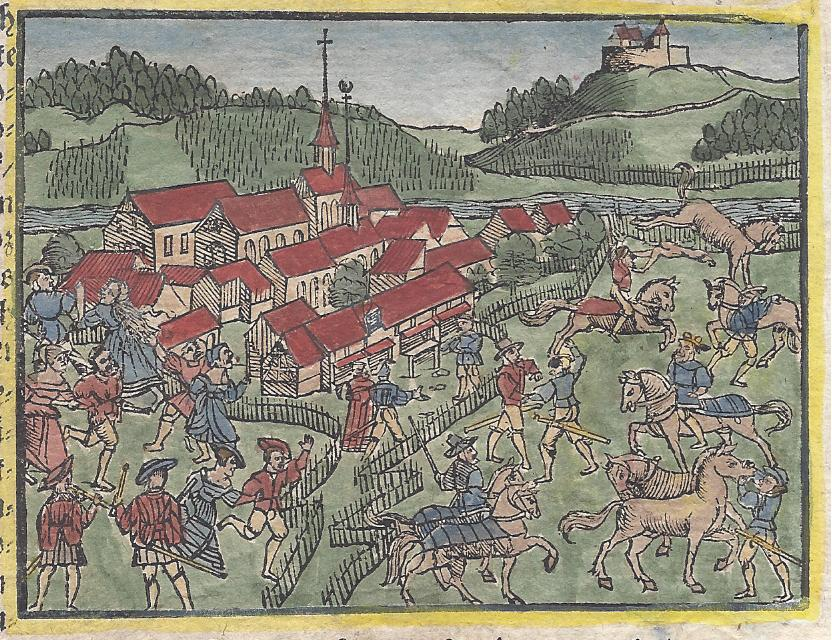
Markttreiben auf der Messe (Holzschnitt Stumpf-Chronik, Froschauer Zürich 1549)

Die mittelalterliche Brücke begründete die Bedeutung von Zurzach als Messeplatz „im grossen wirtschaftlichen Aufschwung, den Zentraleuropa im 14. und 15. Jahrhundert erlebte“, zumal der spätere der beiden großen Markttage im September zusammen mit der Wallfahrtstag zur hl. Verena abgehalten wurde. Zu diesem Zeitpunkt waren auch die Flüsse „Rhein, Aare, Limmat und Reuss“ zur Schifffahrt benutzt, sodass Tausende Besucher zu den Messen (im Frühjahr im Mai) kamen. Auch in Rheinheim herrschte zu dieses Zeiten ein reges Markttreiben. Der Brückenbau im 13. Jahrhundert begünstigte auch den Weg der Pilger nach Santiago de Compostela. Damit erhielt auch die vermutlich schon römische Straßenstation anstelle des heutigen Gasthaus Der Engel als Herberge neuen Aufschwung.
Jedoch war die mittelalterliche Brücke nicht von großer Dauer: „Nach dem Abgang der Rheinbrücke (Hochwasser 1343?) besorgten Fähren bis 1907 den Verkehr über den Rhein.“ (A. Hitber, Bezirksmuseum „Höfli“, S. 42 und 46).

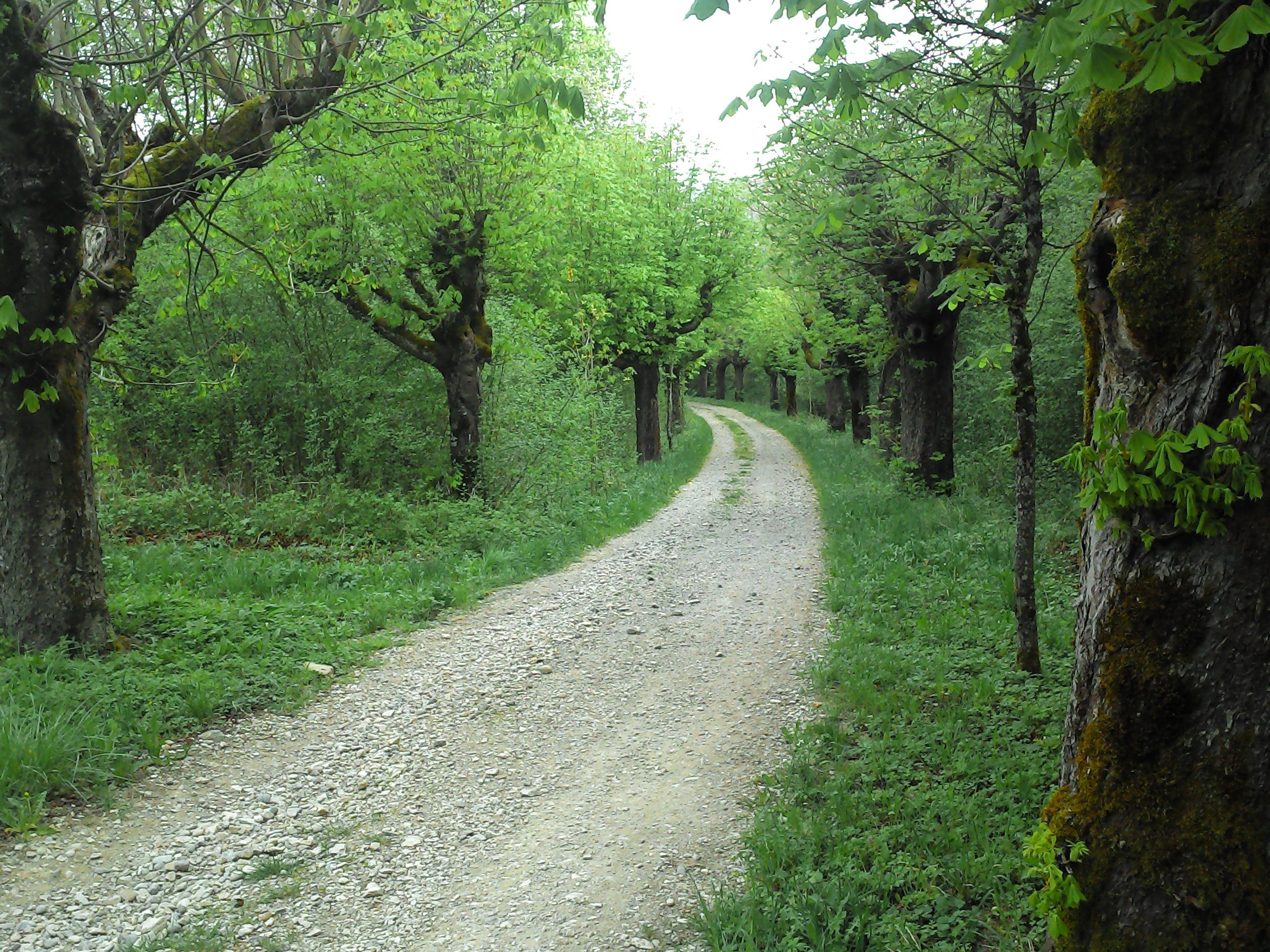
Erhaltenes Teilstück der Römerstraße von Bechtersbohl in den Klettgau

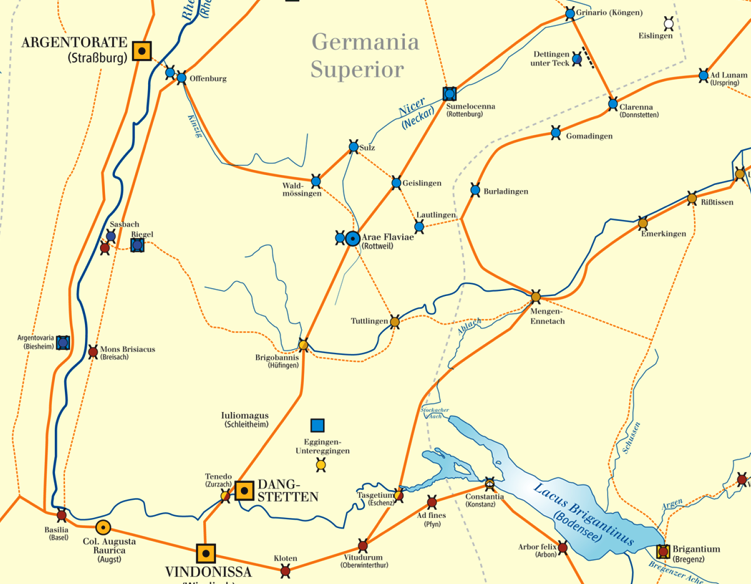
Römerstraßen Hochrhein-Donau-Neckar

Römerstraße nach Mayer (1926)
Schon unter Tiberius sei die Grenze vom Rhein aus entlang „der Wutach und dem Krottenbach bis Hüfingen an der Breg“ gezogen worden. Daran hätten die folgenden Kaiser festgehalten, „unter der Regierung des Nero, vielleicht schon unter Claudius (wurden) […] Straßen durch den Klettgau und über Schleitheim gelegt […] Vespasian schuf im Jahre 72 n. Chr. die Reichsmilitärstraße, die von Vindonissa über Tenedo (Zurzach), Bechtersbohl, Hallau, Juliomagus (Schleitheim), Brigobanne (Hüfingen) nach Arae Flaviae (Rottweil) führte.“
Eine 1967 von Alois Nohl, Althistoriker aus Geißlingen, beobachtete Stelle, die sich während der oberen Abtragung der Fläche bei der Anlage der Kiesgrube bei Rheinheim zeigte, erwies sich als einer der bedeutsamsten archäologischen Fundplätze der römischen Geschichte Deutschlands. Zwar nahe bei Rheinheim gelegen, doch noch auf Dangstetter Gemarkung wurde der Fundplatz als Römerlager Dangstetten bezeichnet.

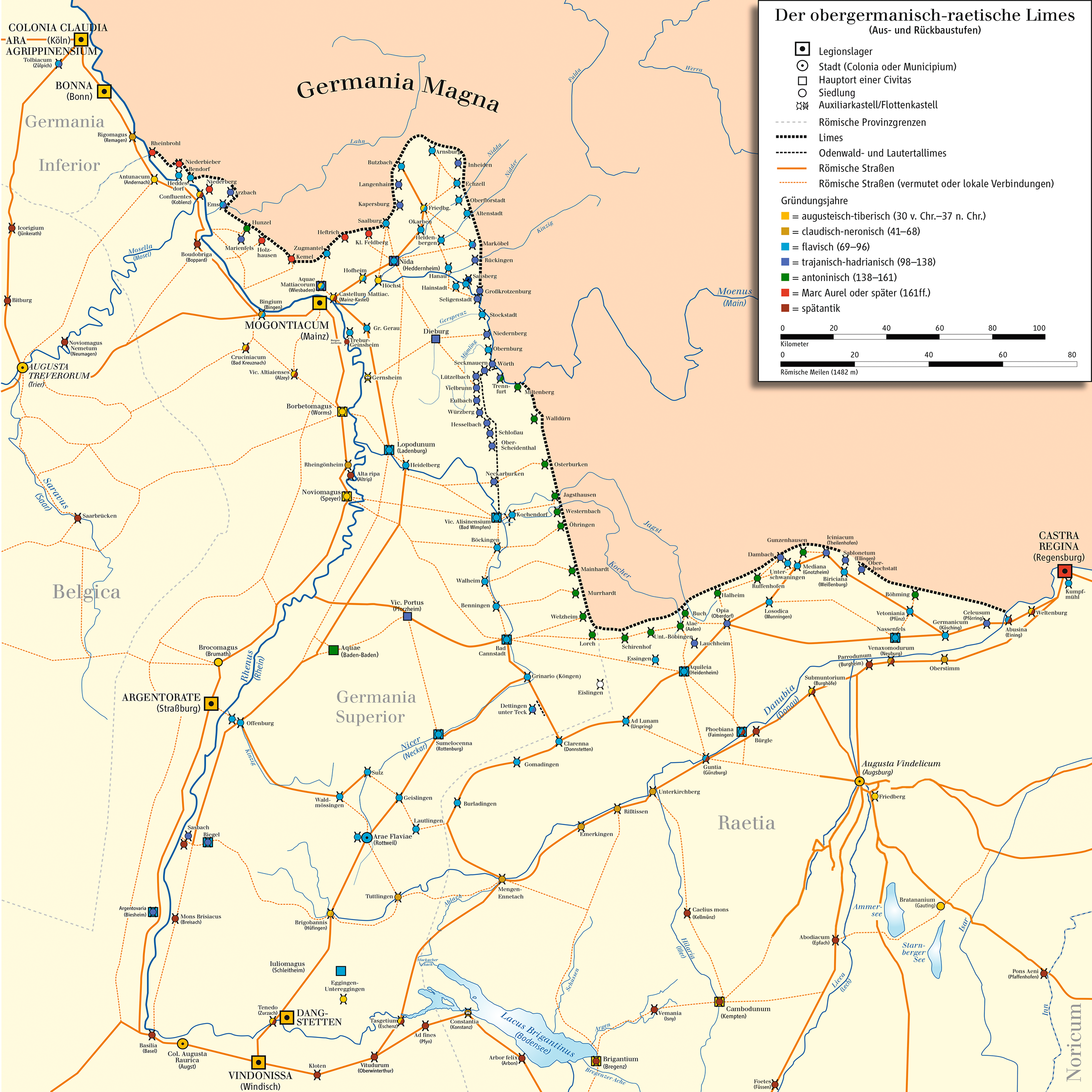
Weiteste Ausdehnung des Römergebietes im 2. Jahrhundert

Die systematische Besiedlung der nördlichen Hochrheinseite bis schließlich zum Limes an Main und Donau erfolgte ab der zweiten Hälfte des 1. Jahrhunderts – der Bereich war ab dem frühen 3. Jahrhundert durch die Alamannen gefährdet und wurde von ihnen 260 bis an die Alpen verwüstet. Die Hochrheinlinie und vorgeschobene Positionen gewannen die Römer im Gegenzug wieder zurück – eine Art Status quo blieb nach der Überlieferung bis zum Jahr 401 erhalten, als unter Stilicho die letzten Truppen abgezogen wurden. Zurück blieb eine als „romanisch“ bezeichnete Bevölkerung, die sich jedoch unter den Alamannen behaupten konnte. Im Zurzacher Kastell dauerte auch eine frühchristliche Gemeinde fort.
Faktisch ist der römische Brückenkopf am nördlichen Ufer der Ursprung des heutigen Rheinheim. Der Kirchturm steht auf dem Fundament des Wachturms, der Bereich rundum (Kirchenschiff, Pfarrhaus) war Festung, der Komplex des heutigen Gasthaus Der Engel war zivile und militärische Station, mit Unterkünften und vor allem mit Anlagen zur Unterbringung von Pferden und Wagen.
Beim Ausbau des Pfarrzentrums „Die Brücke“ entdeckte man eine römische Grabstele, das Original ist im Badischen Landesmuseum, eine Kopie befindet sich in der Kirchenmauer gegenüber dem Kirchenportal. Die Inschrift lautet (frei übersetzt): Hier ruht Lucius Felix. Freigelassener des Ferridus Balbus, zusammen mit dem achtzehnjährigen Sklaven Modestus aus Trier.
„Beim Bau der Ortskanalisation und des Pfarrzentrums ‚Brücke‘ wurden umfangreiche Mauerzüge freigelegt.“
Wie lange die römischen Brücken existierten, ist nicht überliefert, bei Rheinheim lag vermutlich der noch zuletzt (bis Anfang des 5. Jahrhunderts) gehaltene Übergang, da nach neueren Forschungen (und alten Annahmen der Heimathistoriker), hier noch ein vorgeschobener Brückenkopf bis zur Wutach mit dem Bereich Juliomagus (Schleitheim-Stühlingen) bestanden haben soll.

„Das letzte römische Bauwerk, das wir mit Sicherheit datieren können, ist der Wachturm auf der Schweizer Seite beim Laufen. Dort an der Westseite der Warte ist ein Stein mit einer Inschrift eingemauert [… Original im Landesmuseum in Zürich] aus welcher hervorgeht, daß hier ‚unter der segensreichen Gesamtherrschaft des Kaisers Valentinian‘ […] im Jahre 371 dieser burgus errichtet worden ist.“

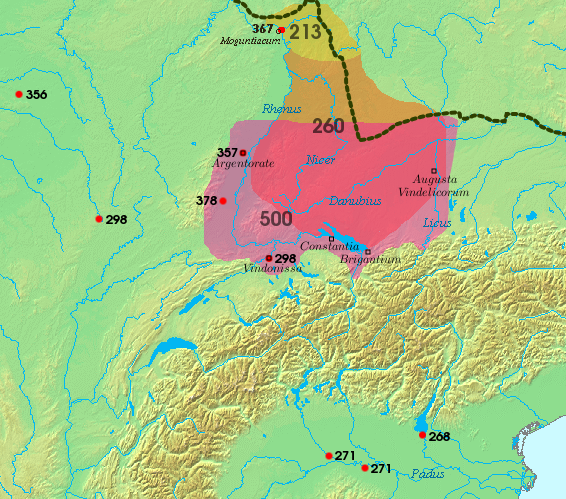
Expansion der Alamannen bis 500 n. Chr.

Im Alamannensturm 260 war die Hochrhein-Grenze zum ersten Mal überrannt worden, doch wurde sie von den Römern wieder zurückgewonnen und noch fast 150 Jahre gehalten. Danach dürfte jedoch auch der Brückenkopf Rheinheim in Trümmern gelegen haben. Da die Alamannen zum einen nur zögerlich nachrückten und zum anderen die römischen (Ruinen-)Plätze mieden, wird der Ort jahrzehntelang verlassen gelegen haben. Erst nach dem Sieg der Franken über die Alamannen in der Schlacht bei Zülpich um 500 besetzten jene die Alamannia gezielt über die ehemaligen Römerorte, da diese ja auch zentrale Verkehrsverbindungen beherrschten. Insofern gilt Rheinheim als fränkische Gründung, worauf auch die Namensendung -heim hinweist im Gegensatz zu den alamannischen -ingen-Orten: „Rheinheim hat seinen Namen ‚Heim am Rhein‘ von den Franken, deren Gründung es ist.“ (Mayer, 205).
Insofern werden die Reihengräber, die bei Rheinheim aufgefunden wurden, nicht ursprünglich alamannisch sein, sondern eher der Merowinger-Zeit, den frühen Franken, zuzuordnen sein:

### Frühes Mittelalter
„Aus der Alemannenzeit wurde nördlich von Rheinheim, westlich der Straße nach Dangstetten ‚auf den Linden‘ in der alten Kiesgrube ein ausgedehnter alemannischer Reihengräberfriedhof gefunden. Bei der Öffnung der Gräber fand man zahlreiche Fundstücke wie Speerspitzen, Schnallen und Beläge von Eisen und Bronze, Tonperlen, Kämme von Bein, Stahl und Feuerstein, zwei als Anhänger benutzte römische Kupfermünzen u. a. m.“ (Mayer, 204).
Leider gingen die Funde verloren, sodass keine modernen Bestimmungen erfolgen konnten:
Eine Geschichtsschreibung, die sich auf die Hochrheinregion bezieht, existiert nach dem Rückzug der Römer ab Mitte des 5. Jahrhunderts nicht mehr. Erste allgemeine Angaben folgen mit den Klostergründungen im 7. und 8. Jahrhundert zu Säckingen, der Reichenau und St. Gallen.

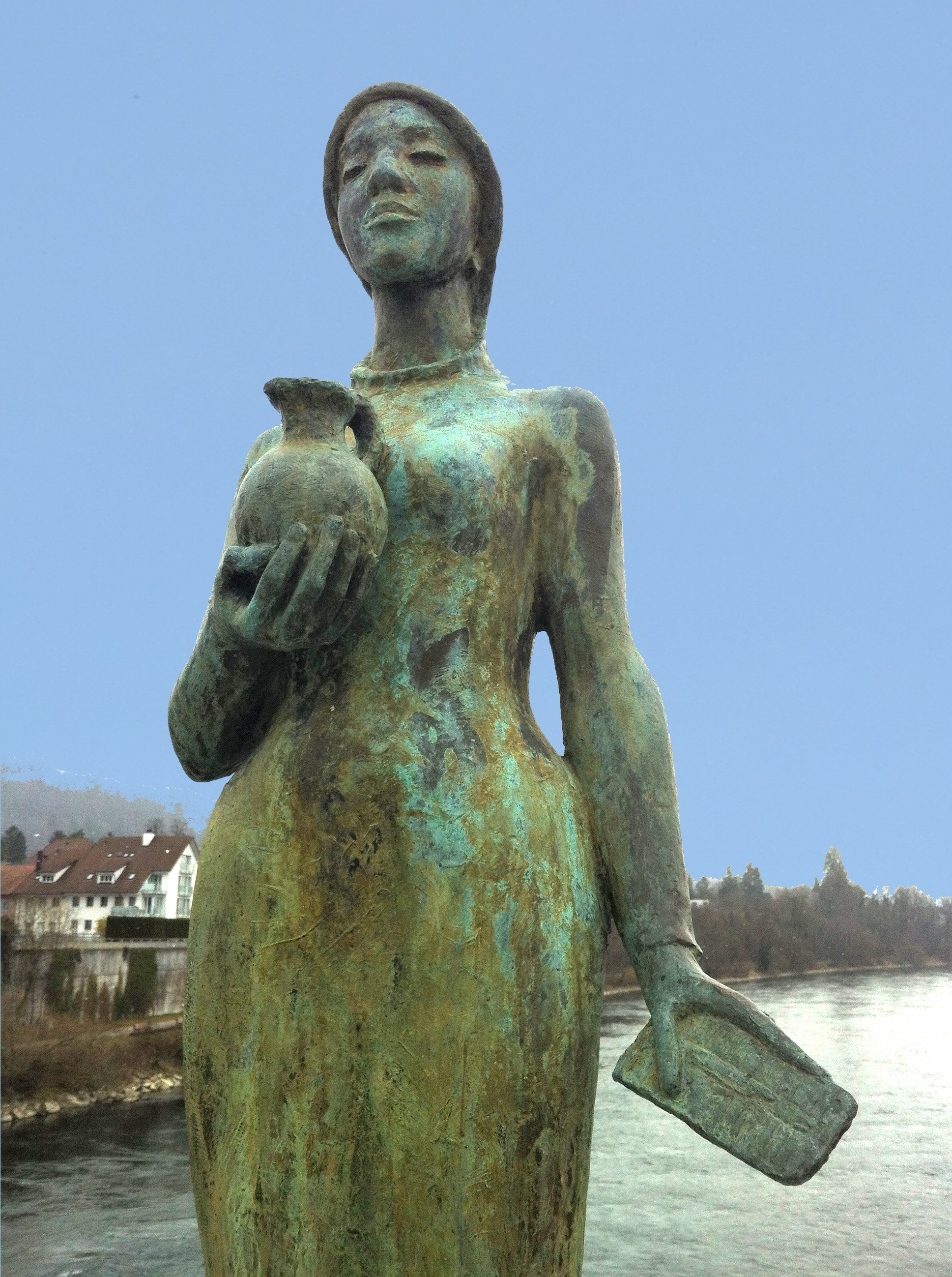
Verena-Statue Hochrheinbrücke

Eine Ausnahme macht in dieser Zeit der frühen Christianisierung die legendarische Überlieferung zur hl. Verena, die mit der fortbestehenden romanisch-frühchristlichen Gemeinde mit einer Kapelle im Kastellbereich von Tenedo (Zurzach) in Verbindung gebracht wird. Ihrem Andenken gilt die moderne Statue auf der Rheinbrücke Zurzach–Rheinheim.

### Mittelalter
Zwar kam mit der fränkischen Verwaltung und den Bemühungen der Klöster um den Erhalt der antiken Literatur auch die Schriftlichkeit wieder in die germanischen Lande zurück, doch wurden viele frühe Dokumente in den Hunnen-Stürmen Mitte des 5. Jahrhunderts vernichtet und konnten – insbesondere in den Klöstern – erst wieder ab dem 9. Jahrhundert bewahrt werden.
Zentral für das Wissen um die mittlere Hochrheinregion und den Klettgau sind eine ‚Welle‘ von Urkunden, die um die Mitte des 9. Jahrhunderts einsetzt – zumeist Güterübertragungen durch den Adel an Klöster – und einen Höhepunkt im Jahr 876 erreichten:
Es handelt sich um Schenkungen des Klettgauer Landgrafen Gotsbert an das Kloster Rheinau 876, die heute vielfach als urkundliche Ersterwähnungen zahlreicher Ortschaften dienen. Damit wird die Wissenschaftlichkeit im Nachweis gepflegt – aus den historischen Umständen, den Funden und der Ortsnamenforschung ist jedoch klar, dass die meisten Orte Jahrhunderte älter sind. In den Urkunden sind sie denn auch ökonomisch und in ihrer Siedlungsstruktur als entwickelt zu bezeichnen. Hier wird auch Rheinheim erstmals urkundlich genannt.
Die Übertragungen des Grafen Gotsbert aus dem Jahr 876 beziehen sich auf ganze Dörfer oder auf Güter (Höfe) in den Ortschaften.
Eine zweite „Urkundenwelle“ beschreibt das Jahr 892, in denen nun die konkreten Zinsverpflichtungen (Abgaben, der Zehnte) und jeweilige Rechte und andere Gegebenheiten (Betrieb von Mühlen, Gerichte) erwähnt werden.
Hier setzt auch die Heimatliteratur detailliert in der Forschung ein:
„892 war Rheinheim durch die Schenkung des Grafen Gotsbert vom Kleckgau, des nachmaligen Abtes von Rheinau, dem Kloster zinspflichtig geworden. […] Auch die Gotteshäuser Allerheiligen in Schaffhausen und St. Blasien (hatten) hier Besitz und Recht.“ (Mayer, 205).

### Rheinheimer Urkunde 892
Intensiv mit der Schenkung Gotsberts an Rheinau befasst hat sich der Küssaberger Historiker Wolf Pabst:

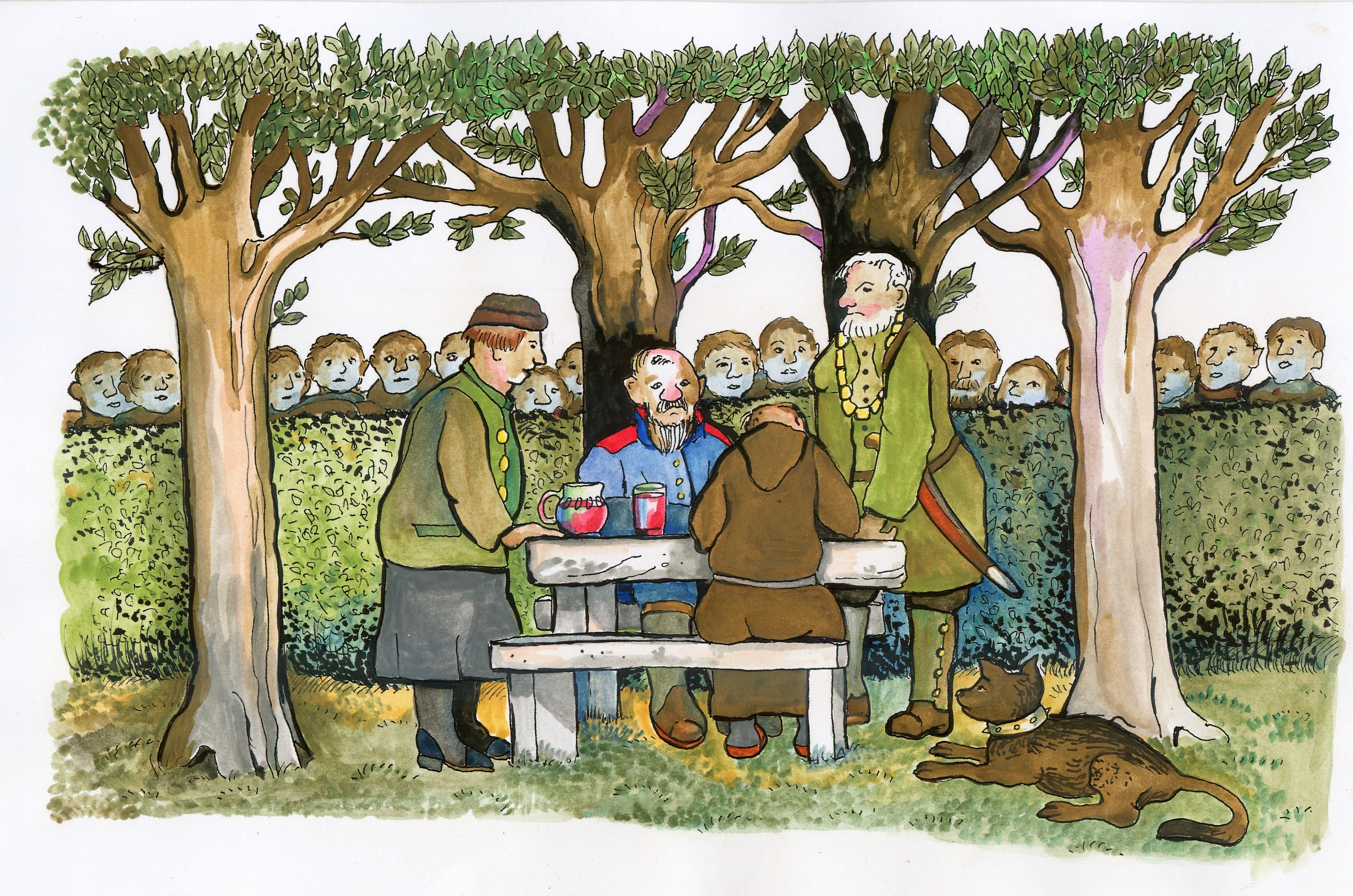
Darstellung der Ausstellung einer Urkunde im Mittelalter (Zeichnung Wolf Pabst)

„Am 18. Juli 892 übertrug er – unter dem Vorbehalt des Rückkaufes – Familienbesitz, den er in Laufen, Mörlen, Fluringen, Eglisau, Bietingen und nicht zuletzt in Rheinheim hatte, an das Kloster Rheinau. Zu den Liegenschaften gehörte auch Rebgelände an der Küssaburg.“ Insgesamt sind es drei Urkunden 892, die anderen beiden beziehen sich nicht auf Rheinheim.
Die Rheinheimer Urkunde selbst ist verschollen, doch existiert eine lateinische Übersetzung: „Die Mönche fertigten bereits im 12. Jahrhundert Abschriften ihrer wichtigen Urkunden an. Diese Sammlung von Abschriften blieb erhalten und wird als Rheinauer Kartular bezeichnet. […] Der ‚Geheimschreiber‘ des Klosters, der erstmals die drei Urkunden mit den zugehörigen Abschriften im 9. Jahrhundert ausfertigte, war der Mönch Luitbert. Wer im 12. Jahrhundert die Abschriften fertigte, ist nicht überliefert. Alle drei Schriften wurden ‚im Wäldchen Hunirislo‘ geschrieben. In der Rheinheimer Urkunde heißt die Örtlichkeit ‚Hönresloh‘. Der Ort liegt, wie die Urkunde berichtet, im Thurgau.“

### Übersetzung der „Rheinheimer“ Urkunde
Im heiligen und untrennbaren Namen der Dreifaltigkeit. Ich, also Gozpreht, überlasse mein Erbe zum Heile meiner Seele und der Seele meiner Eltern dem Kloster, welches Rinowa (Rheinau) genannt wird und erbaut ist zur Ehre der Mutter Gottes und ewigen Jungfrau Maria sowie des heiligen Petrus, des Anführers der Apostel und der vielen übrigen Heiligen, wo es mir als Unwürdigem selbst erlaubt ist, als Abt der Herde Gottes vorzustehen. Und dies ist es, was ich überlasse: was auch immer ich derzeit im Bezirk Thurgau im Ort Laufen, in Mörlen und in Fluringen habe, natürlich unter der Bedingung, dass, wann immer ich es wünsche, ich die Macht habe, es mit einer Goldmünze und zwei Silberpfund innerhalb von zwei Jahren auszulösen. Und wenn es von mir nicht ausgelöst würde, dann habe Adilpreht, der Sohn meiner Schwester, die Macht, sein rechtmäßiges Erbe mit zwei Silberpfund innerhalb von zwei Jahren auszulösen. Und wenn es weder von mir noch von den oben genannten Personen ausgelöst würde, dann stehe es unwiderruflich und für immer in der Macht und Herrschaft des genannten Klosters. Ich überlasse auch, was immer ich in Öwa (Eglisau) habe, selbstverständlich auf diese Weise, dass ich es von dort unter Zahlung von 2 Dinar innerhalb eines Jahres auslösen kann, und wann immer ich will, ich die Macht habe, es von dort mit einer Goldmünze auszulösen, und wenn ich es nicht auslöse, Rinloz es mit 10 Goldmünzen auslöse. Und wenn es von keinem von uns ausgelöst werde, dann stehe es für immer in der Gewalt des genannten Klosters. Ich überlasse ferner, was auch immer ich im Bezirk Hegau in der Stadt, die Bötingen genannt wird, derzeit habe, natürlich unter der Bedingung, dass, wann immer ich es wünsche, ich die Macht habe, es mit einem Dinar auszulösen. Und wenn es von mir nicht ausgelöst werde, dann habe mein Sohn Folker die Macht, es in gleicher Weise auszulösen. Und wenn es von keinem von uns ausgelöst werde, dann stehe es unwiderruflich für immer in der Macht und Herrschaft des genannten Klosters. Ich überlasse ferner, was auch immer ich bisher in Rinheim (Rheinheim) gehabt habe, natürlich unter der Bedingung, dass wann immer ich es wünsche, ich die Macht habe, es mit einer Goldmünze auszulösen, und wenn es von mir nicht ausgelöst werde, dann bleibe es für immer in der Macht und Herrschaft dieses Klosters. Was auch immer ich bisher in den vorgenannten Orten gehabt habe, sowohl Ländereien als auch Häuser, basilicis und kirchliche Liegenschaften, Hütten, Leibeigene, Weingärten, Obstgärten, Wiesen, Weiden, Gewässer und Wasserläufe, Mühlen Wälder, Äcker und unbebautes Land, Mobilien und Immobilien, Zahlungsverpflichtungen oder Außenstände oder was auch immer man sagen und benennen kann, alles überlasse ich der Gewalt und dem Besitz des vorgenannten Klosters. Wenn aber jemand, dass es keineswegs geschehe, gegen diese Übergabe, abgeschlossen durch die Hand der Macht, versuchte anzugehen und sie umzukehren, würde er gezwungen, in die Staatskasse des Königs 3 Unzen Gold, 5 Gewichte Silber zu zahlen, und dennoch bliebe diese Übergabe fest und stabil.
Verhandelt im Bezirk Thurgau im Wäldchen, welches Hönresloh genannt wird, in Gegenwart einer großen Volksmenge und geeigneter Zeugen. Im Jahre 892 der Menschwerdung des Herrn, im 5. Jahr der Herrschaft des Arnolf, auch das Jahr eins des Papst Formosus, am 14. Juli, an einem Sonntag.
Die Urkunde pauschalisiert den Besitz, mit Sicherheit gab es davon noch detaillierte Listen. Der Graf sichert sich und seine Erben mit Rückkaufrecht ab, nach Überlieferung sei er selbst noch 892 Abt des Klosters Rheinau geworden. Damit hätte er die Kontrolle über seinen ehemaligen Besitz fortgesetzt. Damit war dieser auch – effizienter als durch Familie – zu verwalten, zumal sich seit 888 das Karolingerreich in voller Auflösung befand und die Kämpfe um die Nachfolge bereits begonnen hatten.
Rheinheim stand damals eine Zukunft als Verwaltungszentrum von Rheinau bevor. Das Kloster Rheinau blieb bis 1806 im Besitz der Güter und Rechte im weiten Umfeld.

### Ungarneinfälle
Wenig thematisiert sind die Geschicke der Hochrheinlande nur zwei Jahrzehnte später in der Zeit der Ungarneinfälle; im Volksmund und auch der Heimatliteratur bis zuletzt (E. Müller-Ettikon) noch „Hunnen“ genannt.
Da die Hochrheinlinie vom Bodensee aus zu den wenigen Einfallstoren nach Mitteleuropa zählte, nahmen auch die Reiterheere der Ungarn (Magyaren) diesen Weg. Mehrfach zwischen 910 und 954 zogen sie über das neu organisierte Herzogtum Schwaben auch dem Rhein entlang. Das in der Rheinschleife bei Rheinau liegende Dorf Schwaben wurde 925, nach anderer Angabe 954 ausgelöscht, 926 waren St. Gallen und das Kloster zerstört worden und in jener Zeit auch das Kloster Säckingen. Überliefert ist aus Dettighofen eine Darstellung:
„Als im 10. Jahrhundert die Ungarn mordend und alles niederbrennend auch die Dörfer des Klettgaus heimsuchten, hat Rheinau seine Zinsrechte aus dem Dettighofer Kellergut an das Kloster St. Blasien abgetreten.“
Historischer Horizont
Erst 955, nach gewaltigen Anstrengungen organisatorischer und militärische Art, gelang es dem Kaiser Otto der Große, die Ungarn in der Schlacht auf dem Lechfeld vernichtend zu schlagen. Im Zusammenhang des Neuaufbaus des nun als Heiliges Römisches Reich bezeichneten ehemaligen Reichs der Franken konnte die Zentralgewalt der Ottonen einen allgemeinen zivilisatorischen und wirtschaftlichen Aufschwung bewirken. Insbesondere schafften sie die Erbteilung der Karolinger ab, das Reich wurde nun nicht mehr an alle Herrschersöhne verteilt, sondern ging nun als Ganzes an den jeweils ältesten Sohn.
Die Alamannia als politische Einheit war nun Geschichte, mit dem Gründungsjahr 911 entwickelte sich übergreifend das Herzogtum Schwaben. Zwar erhielten sich die Alamannen – zunehmend vermischt mit den Franken – ihre lokalen Eigenständigkeiten, doch entwickelten sich insbesondere die ‚jungen‘ Klöster St. Blasien (im Rahmen der zunehmenden Schwarzwald-Rodung) sowie Rheinau neben einer Vielfalt von Adelsfamilien. Im großen Rahmen herrschten die Zähringer, im regionalen Bereich unter anderen die Küssenberger, die ab 1135 urkundlich erwähnt werden.

### Hochmittelalter
Es folgt nun die Zeit des Hochmittelalters, das vielfach und nicht ganz unberechtigt neben in Urkunden dokumentiert auch in Legenden und Sagen verklärt ist – in den kunstvollen Überlieferungen der Minnesänger, einer höfischen Kultur und damit verbunden einer erstarkenden gesellschaftlichen und politischen Position der Frauen. Ebenfalls in den Klöstern.

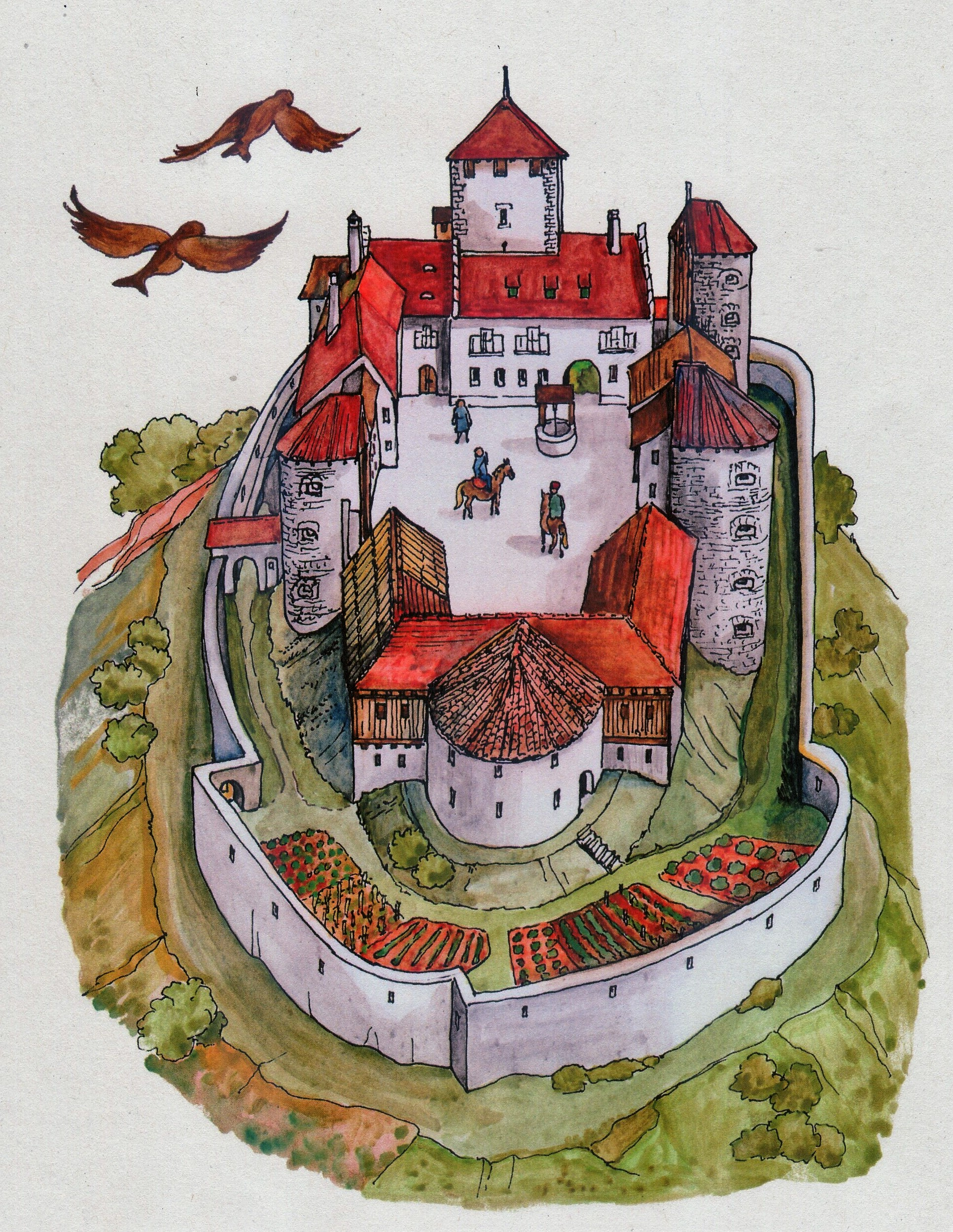
Dimension der Küssaburg 1529 nach dem Umbau durch die Grafen von Sulz (W. Pabst)

Bistum Konstanz
Mit dem Aussterben der Küssenberger gingen Burg und Territorium 1250 an das Bistum Konstanz und dies konkretisierte sich in einem eigenen Verbund der Ortschaften Rheinheim, Küßnach, Dangstetten und Reckingen in der Herrschaft „Küssenberger Schloß und Tal“. Es ist möglich, dass der Verbund der Ortschaften schon wesentlich länger, seit dem Wiederaufbau nach den Ungarneinfällen in der zweiten Hälfte des 10. Jahrhunderts entstand. Ein ähnlicher Zusammenschluss wird für das Randental bei Schleitheim angenommen, auch die Herrschaft Wutental mit dem Zentrum Schwerzen könnte hier seine Wurzeln besitzen. Nach den Verheerungen fanden sich die Orte zusammen.
Immer stärker begannen nun die weiträumigen politischen Vorgänge – durch die zunehmende Konzentration der Macht in immer weniger, doch umfassenderen Staatsgebilden – auch auf regionales Geschehen einzuwirken. Dazu kam in Mitteleuropa der andauernde Konflikt zwischen Kaisern und Päpsten – eine gefährliche und historisch neue Konfliktlinie, die zu den klassischen politischen und ökonomischen Begründungen nun auch einen moralischen Faktor, die Religion, wirksam machte.
Durch die Niederlage des Herrschergeschlechts der Staufer gegen starke Päpste – im sogenannten Investiturstreit im 11. und 12. Jahrhundert – zerfiel in Deutschland Mitte des 13. Jahrhunderts die Zentralgewalt in der „schrecklichen, der kaiserlosen Zeit“, dem Interregnum. Sogar lokaler Adel griff auf die kaiserlichen Güter – das Krongut – zu und versuchte, sich dieses in endlosen Kämpfen auch einander wieder zu entwenden. Erst einem in diesem Rahmen erstarkenden Herrscher, dem Habsburger Rudolf I., gelang es, sich systematisch durchzusetzen und schließlich zum neuen König wählen zu lassen. Unter vielen anderen zerstörte er die Klettgauische Weißenburg der Krenkinger, die sich auch das Sagen übers Kloster Rheinau angeeignet hatten.
Er holte sich die Reichsgüter wieder zurück und ließ das Habsburger Urbar ab 1300 anlegen, ein nun detailliertes Eigentumsverzeichnis auch in den Hochrheinlanden, das als eines der wichtigsten historischen Dokumente gilt. Es wurde jedoch von der Heimatforschung im Küssaberger Raum – entgegen etwa zu Lauchringen (Geschichte) – noch nicht ausgewertet.
Vom 12. bis ins 16. Jahrhundert strukturierten sich regionale Herrschaftsbereiche neu – auch Dörfer taten sich mit den benachbarten Orten zusammen oder wurden erstarkte Adelsfamilien zusammengeführt. Meist waren es Talschaften wie auch Rheinheim mit Reckingen, Dangstetten und Küßnach:

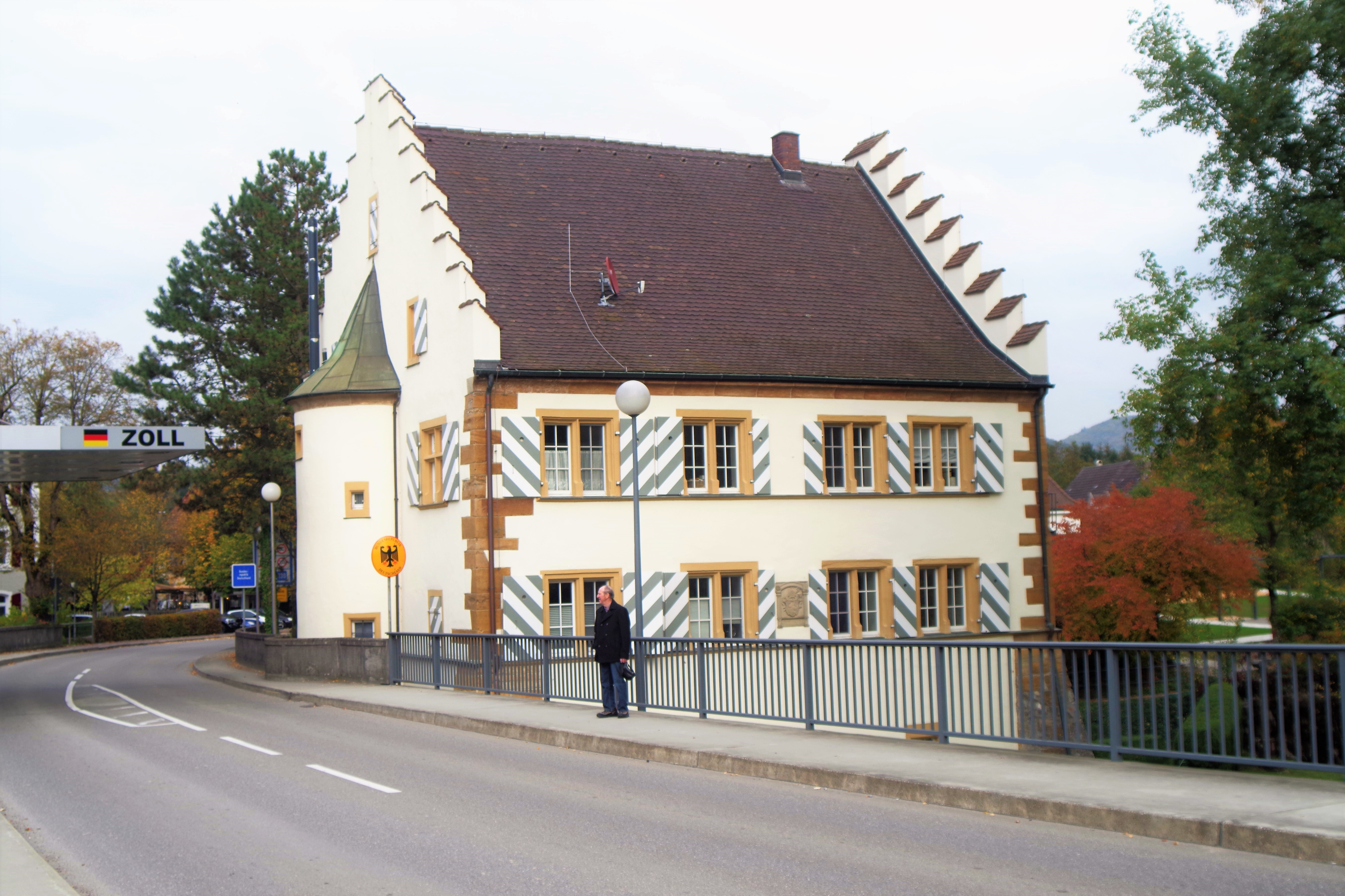
Amtshaus des Klosters Rheinau

### Neuzeit
„Der Meierhof in Rheinheim war an das Kloster Rheinau gefallen, also war er – wie der Hof in Kadelburg – ein Kehlhof und wurde von einem Keller verwaltet. Aber die Hohe Gerichtsbarkeit stand dem Vogt des Bischofs von Konstanz auf der Küssaburg zu. Im Jahre 1497, […] in welchem die Herrschaft Küssaberg an die Sulzer verpfändet wurde, schloß man einen Vertrag, um durch schriftliche Vereinbarung der gegenseitigen Pflichten und Rechte kommenden Zwist vermeiden.“
Rheinheim war Sitz des Klettgauischen Landgerichts. Zweimal im Jahr, im Mai und im Herbst, fand hier für die Küssabergischen Talgemeinden (Küßnach, Dangstetten, Rheinheim und Reckingen) das sog. Kellergericht statt.
Überliefert ist, dass „nach dem Jahre 1500 in Rheinheim eine rege Bautätigkeit begann. Zahlreiche öffentliche Gebäude aus Stein entstanden. Rheinheim wurde eine kleine Klosterstadt. […] Das Kloster Rheinau hatte hier seinen weltlichen Verwaltungssitz, also seine Liegenschaftsverwaltung, den sogenannten „Pfleghof“. Der Pfleghof war für Grundstücksgeschäfte und für den Einzug der Pachten und Abgaben zuständig.“

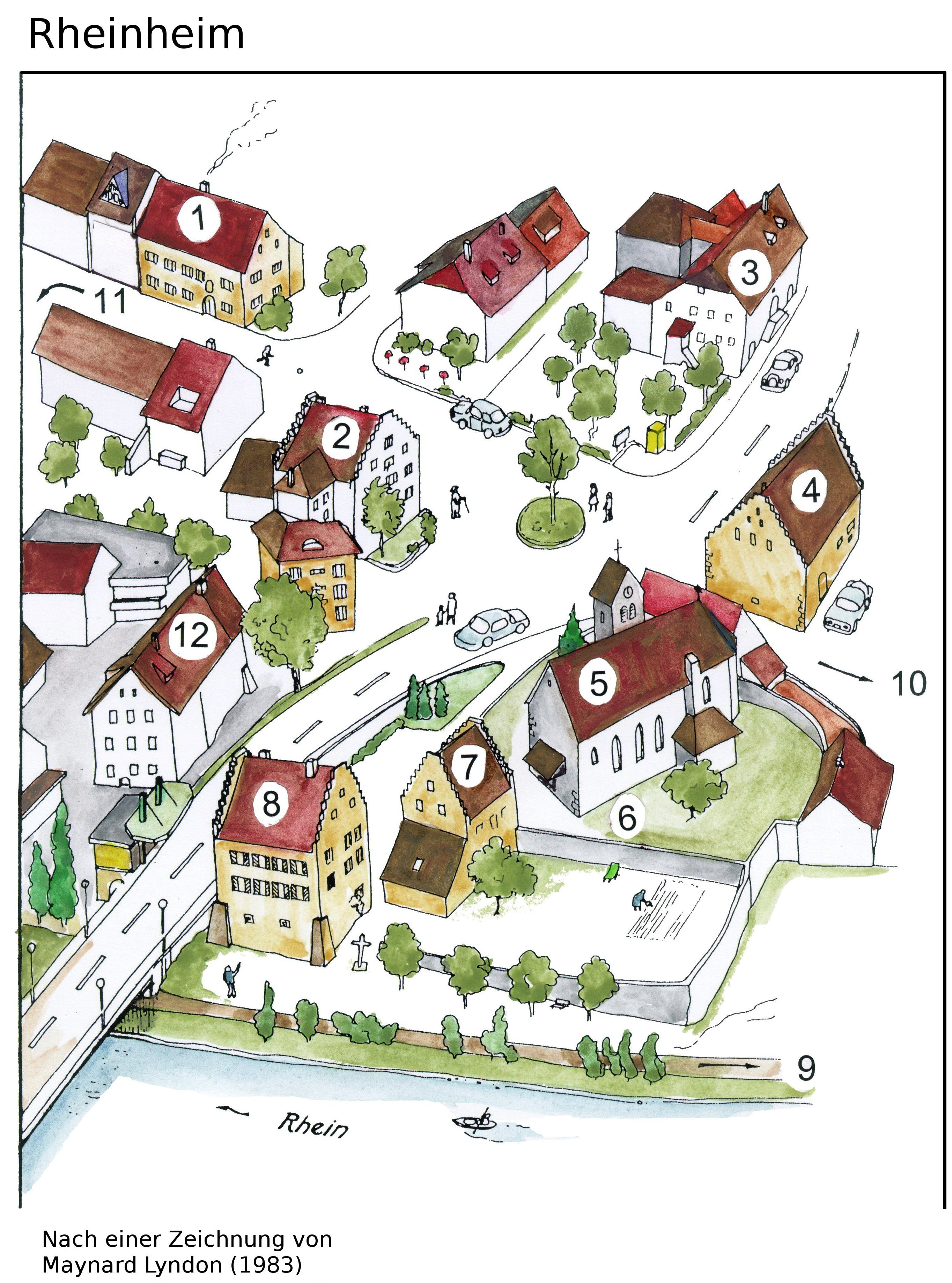
Ortsmitte Rheinheim (Zeichnung W. Pabst) mit Zuordnungsziffern

### Neu begründetes Ortsbild
Um den zentralen Platz mit der Dorflinde gruppieren sich das ehemalige Pfarrhaus von 1569 (8), zuvor Vogts- oder Amtshaus des Klosters (Güterverwaltung), die Pfarrscheuer von 1596 (7), jetzt Begegnungszentrum „Die Brücke“; die 1671 umgebaute Pfarrkirche St. Michael (5), die Friedhofsmauer mit historischen Grabsteinen (6) und daneben die heute renovierte Zehntscheuer (4):

„Die frühere rheinauische Zehntscheuer für Rheinheim, Dangstetten, Bechtersbohl und Reckingen zeigt auf der Vorderseite ein Renaissancewappen mit Abtsinfuhl und Krummstab. 1597. Auch die Pfarrhausscheune hat das gleiche Wappen von 1596. Bemerkenswert sind die gotischen Fenster des Rathauses und das Steinportal am Gasthaus zum Engel. In Rheinheim war bis um 1850 ein wöchentlicher Fruchtmarkt, der von den Landsleuten im Klettgau besonders zur Zeit der Zurzacher Messe stark besucht wurde.“

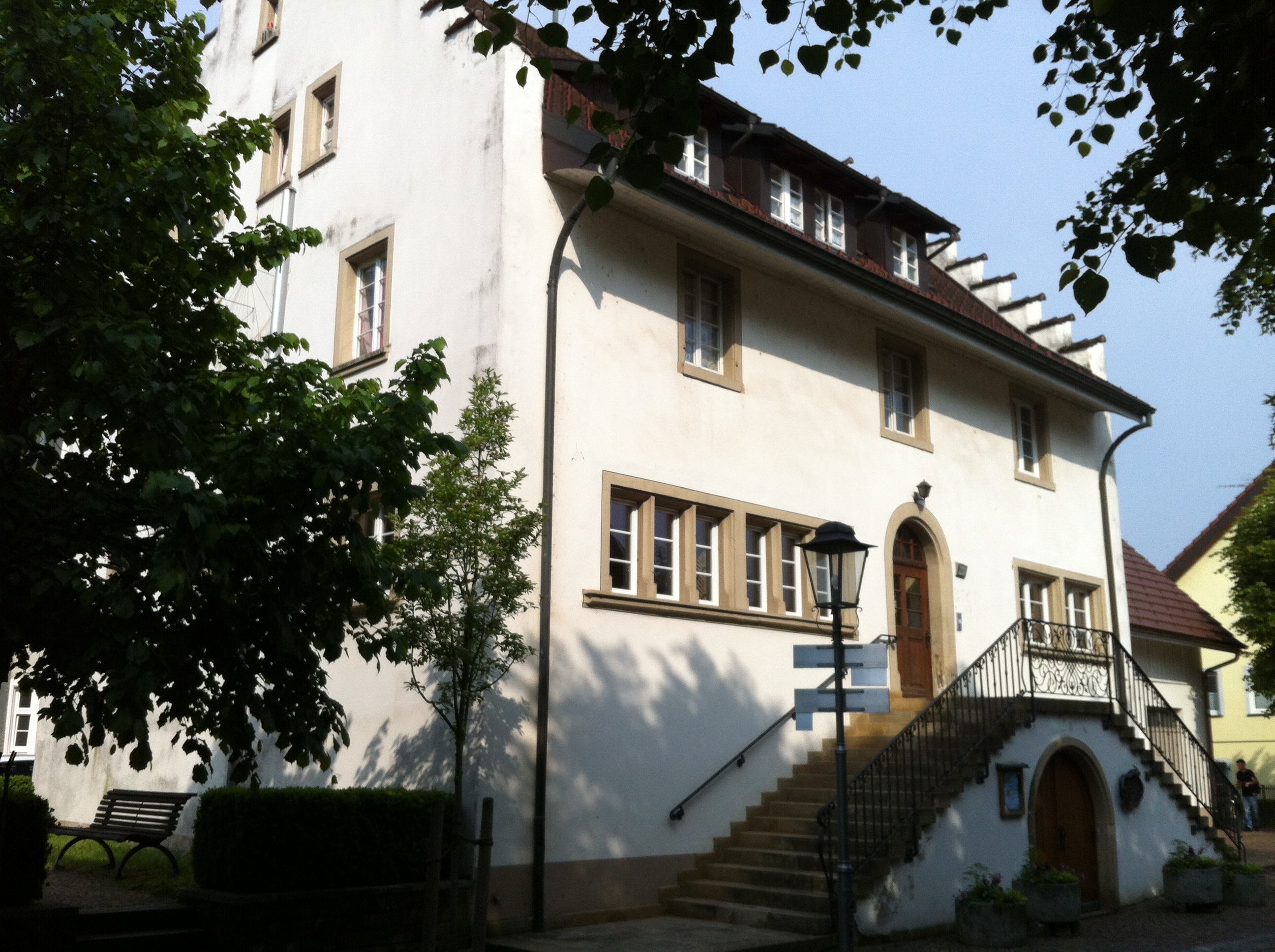
Kaiserliches Jagdhaus

Westlich davon steht das ehemalige Rathaus von 1526 (2). „Dieses beherbergte angeblich mehrfach den Kaiser, wenn dieser in die Gegend kam, um zu jagen. In diesem ‚Kaiserlichen Jagdschlösschen‘, das bis ins späte 19. Jahrhundert noch mit Stroh gedeckt war, befindet sich heute das Museum Küssaberg. […] Im ehemaligen Hauptraum im Hochparterre befindet sich hinter einer sechsteiligen gotischen Fenstergruppe eine reich verzierte Bildsäule, welche die beiden Fenstergewölbe trägt. Im Museum, das sonntags am Nachmittag geöffnet ist, findet man Kopien bedeutender Küssaberger Steinmetzarbeiten: Flachrelief des ‚Kadelburger Löwen‘ gleich links hinter der Eingangstür, Konsole mit dem Gesicht eines bärtigen Mannes im vorderen der beiden Museumsräume, Flachrelief eines springenden Salms über der Zugangstreppe, das als Hinweis auf das Kloster Rheinau zu verstehen ist. Jahreszahlen 1526 und 1985.“
Rheinheim lag „an einer Seitenroute zum großen Pilgerweg (Jakobsweg) nach Santiago de Compostela. Die süddeutschen Wallfahrer besuchten erst das Verenaheiligtum in Zurzach. Der Höhepunkt der deutschen Jakobuswallfahrten war um das Jahr 1500.“
Zum Ensemble des heutigen Rheinheimer Ortskerns „gehören auch das Gasthaus Engel (3), die Pilgerherberge Rathausring 8 (1) und ein schmales Zollgebäude, das 1908 im Stile des Biedermeier erbaut wurde.“ (12)

### Gasthaus „Der Engel“

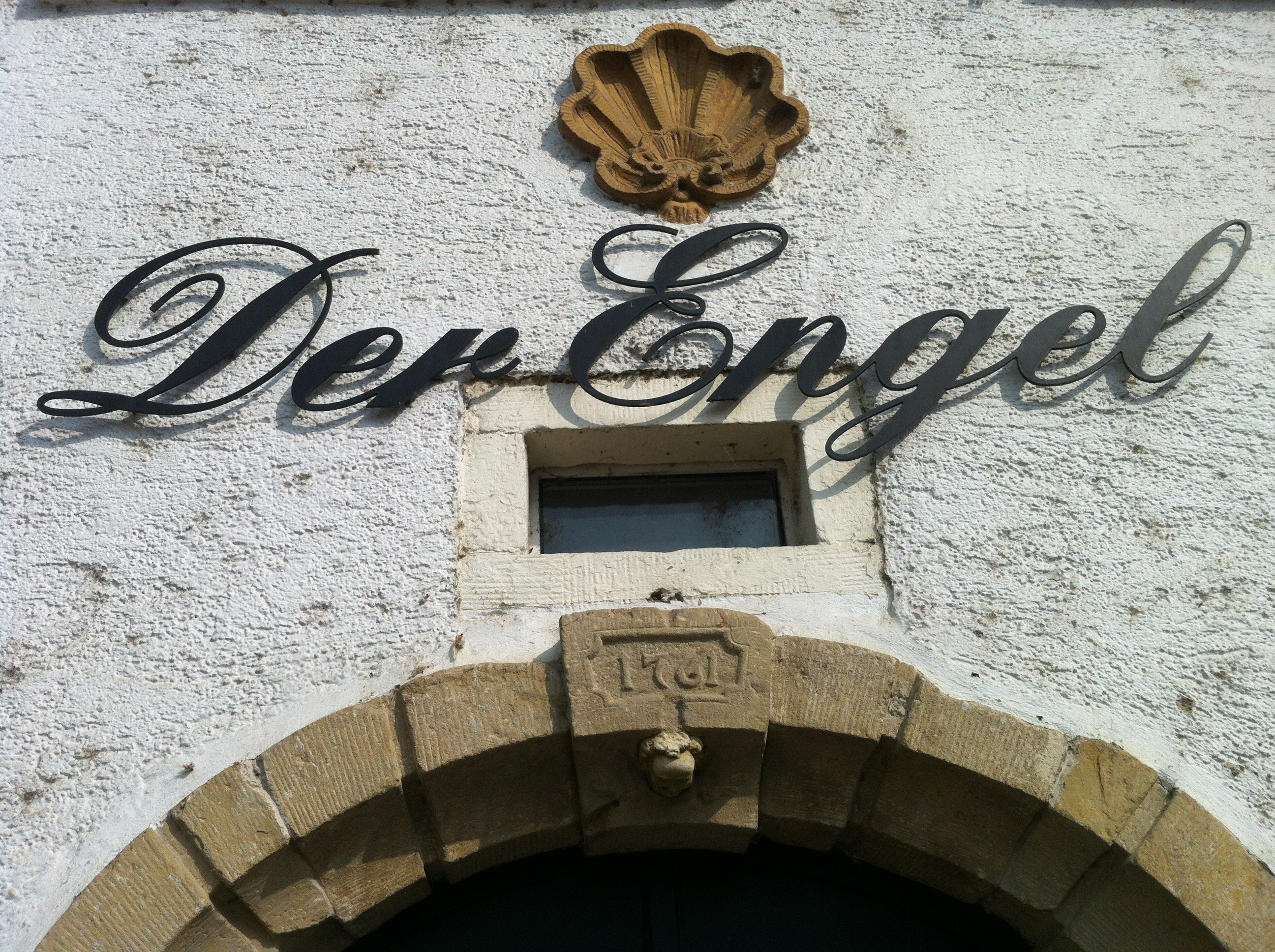
Gasthof Der Engel (Portal). Oben die „Jakobsmuschel“

„Renaissanceportal von 1761 mit Engelchen, darüber in Stein gehauene Jakobsmuschel. Links vom Eingang über der Kellertür Relief mit Weinkrug und Weinglas. Rechts vom Eingang über dem zweiten Kellereingang Jahreszahl 1815. […] Im Innern des Gebäudes, im Gastraum, ein gemauertes steinernes Relief mit Posthorn und Peitsche. Zum Gasthaus gehört ein Biergarten mit schönem altem Baumbestand, der inmitten des Ortszentrums gelegen ist. Vom Biergarten aus sieht man viele der beschriebenen Gebäude.“
„Haus Rathausring 8, vermutlich ehemaliges Nebengebäude des Gasthauses Engel. Portal von 1751 im Stil der Renaissance – oder des Barock. Über der Tür befindet sich eine barocke Nepomukfigur, die in einer muschelförmigen Nische auf einer kleinen Brücke steht. Im Inneren des Gebäudes gibt es schöne Kreuzgewölbe. Das Haus hat einen riesigen gewölbten Keller.“ (W. Pabst, 13 und 15).
Zu den europäischen Ereignissen und ihren Auswirkungen vom 16. bis ins 18. Jahrhundert auf Deutschland, den Südwesten und auch Küssaberg siehe ausführlich unter Region Küssaburg im Spätmittelalter

### 19. Jahrhundert
Nach ihrer Revolution 1789 griffen die Franzosen unter Napoleon Bonaparte bald auf ihre Nachbarländer über, um die althergebrachte Feudalordnung aufzulösen. Zwar hatten die Franzosen dabei vor allem ihre machtpolitischen Interessen im Sinn, doch wurden die Grundlagen der regionalen Adels- und der Kirchen(Kloster)-herrschaft beseitigt (Säkularisation). Die Leibherrschaft wurde abgeschafft und der jahrtausendalte Zehnte abgelöst, alle Territorien wurden im Großherzogtum Baden zusammengeschlossen.
Siehe auch: Vorgänge und Auswirkungen in der Küssaberger Raumschaft: 19. Jahrhundert.

### Auflösung der Klosterherrschaft
Schon 1802 unter staatlicher Direktion (der Markgrafschaft Baden) kam es zur Auflösung des Bistums Konstanz, die durch Papst Pius VII. 1821 abgeschlossen und das in die Neuformierung des Erzbistums Freiburg eingebracht wurde. Erhalten geblieben waren jedoch noch Jahrzehnte untergeordnete Verwaltungsstrukturen wie die des Klosters Rheinau. Hier wurden Rechtsverhältnisse in Ablösung gebracht und „abgewickelt“. In Rheinheim als der Verwaltungszentrale des Klosters wurden noch 1856 Sachverhalte um den Zehnten vertraglich geregelt.

„Mit dem Ende des Zehntbezuges kam auch das Ende des Klosters Rheinau. […] Schon im Jahre 1838 durften keine Novizen mehr aufgenommen werden, und es wurde untersagt, daß Mönche von anderen Klöstern zuwandern konnten. Die Klosterschuele hörte auf zu bestehen, und im Jahre 1862 […] beschloß der Große Rat von Zürich die gänzliche Aufhebung des Klosters Rheinau. In den Wohngebäuden wurde eine staatliche Heil- und Pflegeanstalt untergebracht.“

Die Auswirkungen der Neuordnungen waren umfassend; der Vogt wurde vom gewählten Bürgermeister und Gemeinderat abgelöst, nach einigen Verwirrungen und Anlaufschwierigkeiten kam es zu überregionalen Wirtschafts- und Verkehrsentwicklungen. In Deutschland kam durch den Wegfall vieler Beschränkungen die Industrialisierung auch regional in Gang.
Eine fotografische Aufnahme von 1892 zeigt, dass um diese Zeit eine „Wagenfähre Rheinheim-Zurzach“ pendelte (EME, 95).

### Erneuter Brückenbau
Bereits „1828/29 beantragte der Posthalter Xaver Roder vom Engel beim Großherzog Karl August, dass auf Staatskosten eine Brücke gebaut werden sollte. Der Großherzog kam deshalb eigens nach Rheinheim und besichtigte persönlich das Projekt, lehnte es aber ab. Da bot sich Xaver Roder an, die Brücke auf eigene Kosten zu erstellen. Der Tod hinderte ihn an der Ausführung. Doch noch einmal im Jahre 1830 erklärte sich seine Witwe Franziska bereit, die Brücke auf eigene Kosten zu bauen. Der Plan verlief sich im Sande.“
„Dann sollte die Brücke zu Kadelburg gebaut werden. Aber der Plan wurde nicht ausgeführt, weil das Schweizer Ufer dort zu niedrig war und bei Hochwasser überflutet werden konnte.“ (EME, 61).

### 20. Jahrhundert
„Eine stählerne Fachwerkbrücke wurde 1906 begonnen. Für die beiden Pfeiler wurden behauene Steinquader der Burg Schwarzwasserstelz nahe Kaiserstuhl verwendet. […] Am 21. Mai kam ein Hochwasser. Die unteren Längsbalken des Holzgerüstes waren zu tief montiert. Das Wasser führte Bäume und sonstiges Sperrgut mit sich. Der Druck verstärkte sich immer mehr, und schließlich brachten die Fluten unter Bersten und Krachen das Bauwerk zum Einsturz. […] Man begann von neuem und am 14. Juli 1907 feierte die Bevölkerung von links und rechts des Stromes die Einweihung.“ (EME, 61). Der Bau dieser Brücke ist der Initiative des Zurzacher Industriellen Jakob Zuberbühler zu verdanken, der „nach dem Niedergang der Zurzacher Messen […] mit seiner Textilindustrie (1872) Arbeit in den Flecken brachte.“ (A. Hitber, 57).
Seit 1977 spannt sich eine moderne Stahlverbundbrücke (Rheinbrücke Zurzach–Rheinheim) über den Fluss.
Im Ersten Weltkrieg hatte die Gemeinde 7 Kriegsopfer.
1926 hat die Ortschaft 266 Einwohner, davon „235 Katholiken, 15 Protestanten und 6 Sonstige. Die Gemarkung hat 299,68 ha. Hauptbeschäftigung der Bewohner ist die Landwirtschaft. Es besteht eine Getreidemühle.“ (Mayer, Amtsbuch 1926, 204 und 205). 1956 zählte der Ort 500 Einwohner.
„17 Gefallene und 3 Vermißte (waren) im Weltkrieg 1939–1945 zu beklagen.“ (Chronik Landkreis, 1957, S. 77).
Das Gesetzesprozeß zum Zusammenschluss („Neuordnung“) der Gemeinden in Baden-Württemberg, der ab 1971 bis zum 1. Januar 1975 lief, war im Raum Küssaberg schon früh in der Diskussion und absolviert: Am 1. Januar 1973 wurde Rheinheim in die neue Gemeinde Küssaberg eingegliedert. (Bechtersbohl folgte zum 1. Januar 1975). Bei der Neubildung der Gemeinde Küssabergs hatte Rheinheim 710 Einwohner. Gegenwärtig sind es über 1.430.